# Tadeusz Glimas (hokeista)
Tadeusz Glimas (ur. 4 czerwca 1950, zm. 21 grudnia 1996) – polski hokeista i trener hokejowy.

## Życiorys

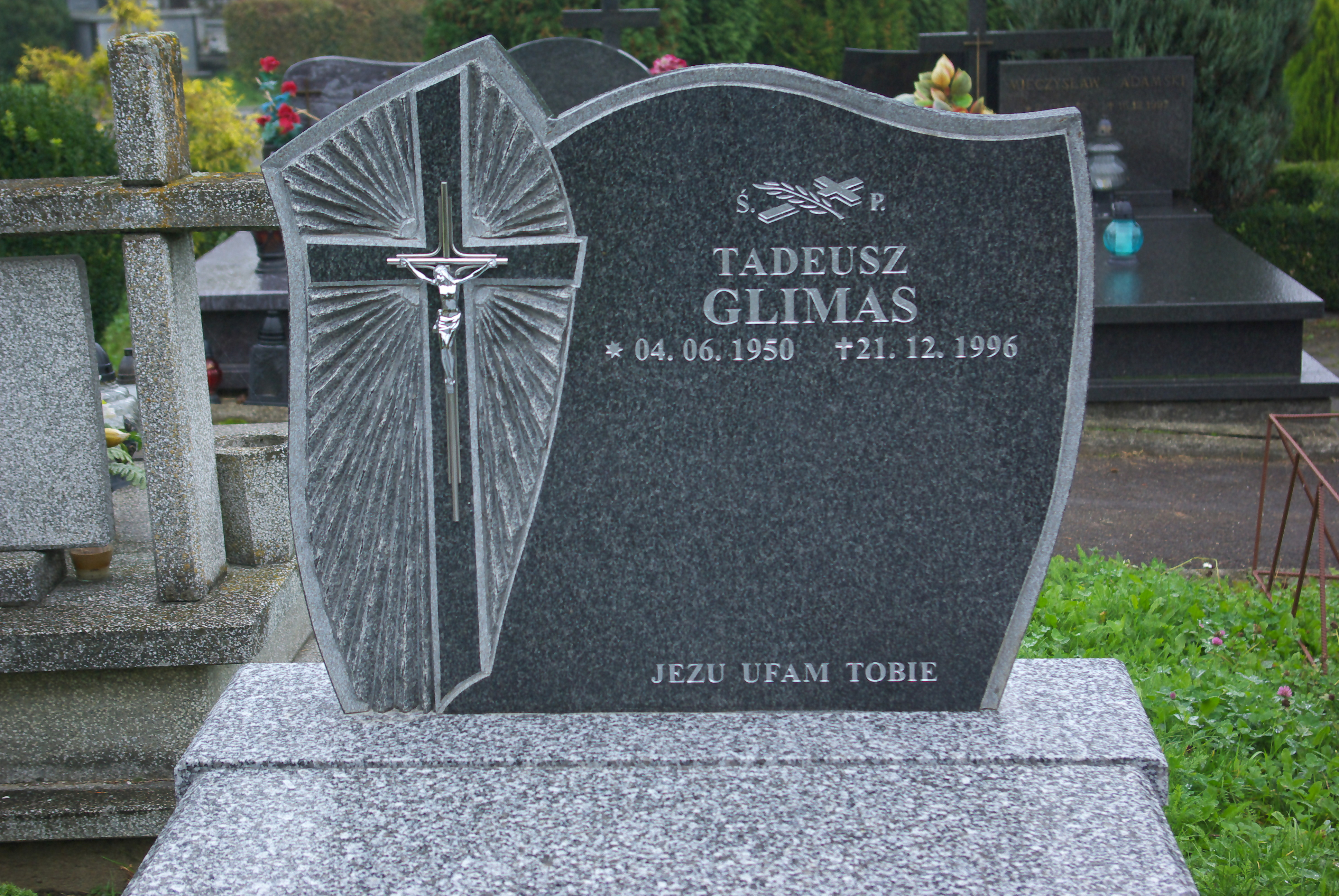
Grób Tadeusza Glimasa w Sanoku

Początkowo był zawodnikiem Cracovii. Przez kilka lat był zawodnikiem Stali Sanok. W sezonie 1970/1971 wraz z drużyną uczestniczył w sezonie ligi okręgowej krakowskiej i w 1971 uzyskał awans do ówczesnej drugiej klasy ligowej. W parze obrońców występował wspólnie z Mieczysławem Ćwikłą. Równolegle prowadził szkółkę hokejową przy Stali Sanok, a jego drużyna była bezkonkurencyjna w rozgrywkach wojewódzkiej spartakiady na Rzeszowszczyźnie (w 1973 w czterech meczach z Jarosławiem i Dębicą wygrała wszystkie strzelając aż 110 goli i tracąc tylko dwa). Po sezonie 1973/1974 i objęciu posady szkoleniowca Stali Sanok przez nowego trenera Tadeusza Bujara, podjęto decyzję, że Tadeusz Glimas przerwie karierę zawodniczą i obejmie stanowisko trenera drużyny juniorów w klubie. Jednocześnie prowadził grupę najmłodszych adeptów hokeja w Sanoku w klubie i w Szkole Podstawowej nr 4 w Sanoku. Przed meczem II ligi edycji 1974/1975 Stali z KTH Krynica 12 października 1974 miało miejsce uroczyste pożegnanie Tadeusza Glimasa jako zawodnika Stali. Na początku inauguracyjnego sezonu Stali w I lidze 1976/1977 Glimas był asystentem I trenera Tadeusza Bujara, a po jego odejściu w listopadzie 1976 został szkoleniowcem klubowej drużyny juniorów. W 1978 wraz z Franciszkiem Pajerskim był trenerem zespołu juniorów urodzonych przed 1961. Ponadto wraz z F. Pajerskim był instruktorem w klasach sportowych w Szkole Podstawowej nr 4 w Sanoku (także w ramach przygotowań do Spartakiady Młodzieży). Prowadzona przez niego drużyna juniorów występująca w Centralnej Lidze Juniorów zyskała potoczny przydomek Glimasków i w sezonie 1981/1982 poczyniła znaczące postępy, awansując do turnieju finałowego. Doprowadził drużynę Stali do finału rozgrywanej w Sanoku XII Ogólnopolskiej Zimowej Spartakiady Młodzieży w lutym 1985.
Po zakończeniu kariery, 14 lutego 1981 wystąpił w meczu pokazowym pomiędzy aktualnymi zawodnikami Stali a byłymi hokeistami klubu, zakończonym wynikiem 12:4. W latach 80. prowadził drużynę żaków. W trakcie sezonu 1984/1985 na początku stycznia 1985 został I trenerem drużyny seniorskiej Stali (poprzednikiem był Mieczysław Ćwikła) i jednocześnie został trenerem najmłodszego rocznika hokejowego w klubie. Funkcję pełnił w kolejnych sezonach 1985/1986, 1986/1987 (a jego asystentem był Maciej Czapor). W wyniku zmian personalnych w Stali, w październiku 1987 odszedł z funkcji I trenera i został szkoleniowcem drużyny młodzików i opiekunem drużyny żaków. W 1989 prowadził drużynę młodzików.
Zmarł 21 grudnia 1996, a 24 grudnia 1996 został pochowany na Cmentarzu Centralnym w Sanoku.
10 lipca 1971 ożenił się w Sanoku z Danutą Nasiadką. Jego syn Tomasz (ur. 1976) także został hokeistą.